# Marlon Ritter
Marlon Ritter (Essen, Renania del Norte-Westfalia, Alemania; 15 de octubre de 1994) es un futbolista alemán. Juega de delantero y su equipo actual es el 1. F. C. Kaiserslautern de la 2. Bundesliga alemana.

## Clubes
| Club                        | País     | Año       |
| --------------------------- | -------- | --------- |
| Borussia M’gladbach II      | Alemania | 2013-2014 |
| Borussia M’gladbach         | Alemania | 2014-2016 |
| Fortuna Düsseldorf          | Alemania | 2016-2018 |
| S. C. Paderborn 07 (cedido) | Alemania | 2017-2018 |
| S. C. Paderborn 07          | Alemania | 2018-2020 |
| 1. F. C. Kaiserslautern     | Alemania | 2020-     |